# Kanton (Frankrijk)

Overzicht van de bestuurlijke indeling Frankrijk

Een kanton is een administratieve eenheid in Frankrijk. In stedelijke zones zijn er vaak meerdere kantons per gemeente, terwijl in landelijke gebieden een kanton dan weer meerdere gemeenten omvat. Kanton- en gemeentegrenzen hoeven niet samen te vallen.
Kantons zijn op hun beurt kleiner dan arrondissementen. Verschillende arrondissementen vormen samen een departement. Tot de hervorming van 2013 vormden verschillende kantons samen een arrondissement; sindsdien is de koppeling tussen beide losgelaten, zodat sommige kantons in meer dan één arrondissement kunnen liggen. 
Aanvankelijk waren kantons echte bestuurlijke eenheden. Verschillende overheidsdiensten zoals de politie en de brandweer waren op kantonnaal niveau georganiseerd. Ook de juges de paix (vrederechters) zetelden tot 1958 per kanton.
Tegenwoordig fungeren de kantons alleen nog als kiesdistrict. Voor de verkiezing van de Conseil départemental, de volksvertegenwoordiging op het niveau van het departement, geldt een districtenstelsel: ieder kanton kiest twee vertegenwoordigers in de Conseil général van het departement. Tot de hervorming van 2013 was er één vertegenwoordiger per kanton. Bij de verkiezingen van maart 2015 werden voor het eerst per kanton twee vertegenwoordigers verkozen, telkens een man en een vrouw die zich als één duo kandideren.
Het departement Parijs kent geen kantons, daar het samenvalt met de gemeente Parijs, en het Conseil Général en de gemeenteraad hier ook samenvallen (onder de naam Conseil de Paris). Parijs is verdeeld in arrondissementen. In theorie zou men elk arrondissement gelijk kunnen stellen aan een kanton, de bewoners ervan hebben immers beide rechten. Maar in het algemeen wordt gesteld dat de kantons in Parijs niet bestaan.
In totaal waren er tot de hervorming van 2013, 4035 kantons, waarvan 156 overzeese.

## Hervorming van de kantons 2013
Op 16 mei 2013 bekrachtigde het grondwettelijk hof het door de regering ingediende en door het parlement goedgekeurde wetsvoorstel om het aantal kantons en hun grenzen aan te passen. Deze aanpassing werd voornamelijk ingegeven door het feit dat er over de jaren heen (de meeste kantons bleven ongewijzigd sedert hun oprichting begin 19e eeuw) te grote demografische verschillen ontstaan waren tussen de kantons waardoor het gelijkheidsprincipe bij verkiezingen voor de departementale raad in het gedrang kwam. Elk kanton vaardigt immers slechts 1 verkozene af ongeacht het aantal inwoners. De herverdeling is dus hoofdzakelijk gebeurd op basis van demografische gegevens waarbij het aantal inwoners van een kanton maximaal 20% mag afwijken van het gemiddelde van het departement. De volgende basisregels werden in de wet opgenomen voor het bepalen van de nieuwe grenzen:
- Het grondgebied van elk kanton wordt bepaald op hoofdzakelijk demografische basis.
- Het grondgebied van elk kanton is continu (geen exclaves).
- Elke gemeente van minder dan 3.500 inwoners behoort steeds in zijn geheel tot een en hetzelfde kanton.

In functie van het aantal inwoners in een departement wordt tevens een minimumaantal kantons vastgelegd:
- Een departement met meer dan 500.000 inwoners telt minstens 17 kantons.
- Een departement met meer dan 150.000 inwoners en minder dan 500.000 inwoners telt minstens 13 kantons.

Door de hervorming ligt een kanton niet noodzakelijk nog langer binnen de grenzen van eenzelfde arrondissement, de arrondissementsgrenzen werden immers niet gewijzigd.
Door deze hervorming wordt het totale aantal kantons teruggebracht van 4.035 waarvan 156 overzeese naar 2.054. Deze nieuwe onderverdeling werd in de praktijk voor het eerst toegepast bij de departementsverkiezingen gehouden op 22 en 29 maart 2015.

## Evolutie kantons per departement
| Code | Departement             | Aantal Kantons tot 2013 | Aantal Kantons na 2013 |
| ---- | ----------------------- | ----------------------- | ---------------------- |
| 01   | Ain                     | 43                      | 23                     |
| 02   | Aisne                   | 42                      | 21                     |
| 03   | Allier                  | 35                      | 19                     |
| 04   | Alpes-de-Haute-Provence | 30                      | 15                     |
| 05   | Hautes-Alpes            | 30                      | 15                     |
| 06   | Alpes-Maritimes         | 52                      | 27                     |
| 07   | Ardèche                 | 33                      | 17                     |
| 08   | Ardennes                | 37                      | 19                     |
| 09   | Ariège                  | 22                      | 13                     |
| 10   | Aube                    | 33                      | 17                     |
| 11   | Aude                    | 35                      | 19                     |
| 12   | Aveyron                 | 46                      | 23                     |
| 13   | Bouches-du-Rhône        | 57                      | 29                     |
| 14   | Calvados                | 49                      | 25                     |
| 15   | Cantal                  | 27                      | 15                     |
| 16   | Charente                | 35                      | 19                     |
| 17   | Charente-Maritime       | 51                      | 27                     |
| 18   | Cher                    | 35                      | 19                     |
| 19   | Corrèze                 | 37                      | 19                     |
| 2A   | Corse-du-Sud            | 22                      | 11                     |
| 2B   | Haute-Corse             | 30                      | 15                     |
| 21   | Côte-d'Or               | 43                      | 23                     |
| 22   | Côtes-d'Armor           | 52                      | 27                     |
| 23   | Creuse                  | 27                      | 15                     |
| 24   | Dordogne                | 50                      | 25                     |
| 25   | Doubs                   | 35                      | 19                     |
| 26   | Drôme                   | 36                      | 19                     |
| 27   | Eure                    | 43                      | 23                     |
| 28   | Eure-et-Loir            | 29                      | 15                     |
| 29   | Finistère               | 54                      | 27                     |
| 30   | Gard                    | 46                      | 23                     |
| 31   | Haute-Garonne           | 53                      | 27                     |
| 32   | Gers                    | 31                      | 17                     |
| 33   | Gironde                 | 63                      | 33                     |
| 34   | Hérault                 | 49                      | 25                     |
| 35   | Ille-et-Vilaine         | 53                      | 27                     |
| 36   | Indre                   | 26                      | 13                     |
| 37   | Indre-et-Loire          | 37                      | 19                     |
| 38   | Isère                   | 58                      | 29                     |
| 39   | Jura                    | 34                      | 17                     |
| 40   | Landes                  | 30                      | 15                     |
| 41   | Loir-et-Cher            | 30                      | 15                     |
| 42   | Loire                   | 40                      | 21                     |
| 43   | Haute-Loire             | 35                      | 19                     |
| 44   | Loire-Atlantique        | 59                      | 31                     |
| 45   | Loiret                  | 41                      | 21                     |
| 46   | Lot                     | 31                      | 17                     |
| 47   | Lot-et-Garonne          | 40                      | 21                     |
| 48   | Lozère                  | 25                      | 13                     |
| 49   | Maine-et-Loire          | 41                      | 21                     |
| 50   | Manche                  | 52                      | 27                     |
| 51   | Marne                   | 44                      | 23                     |
| 52   | Haute-Marne             | 32                      | 17                     |
| 53   | Mayenne                 | 32                      | 17                     |
| 54   | Meurthe-et-Moselle      | 44                      | 23                     |
| 55   | Meuse                   | 31                      | 17                     |
| 56   | Morbihan                | 42                      | 21                     |
| 57   | Moselle                 | 51                      | 27                     |
| 58   | Nièvre                  | 32                      | 17                     |
| 59   | Noorderdepartement      | 79                      | 41                     |
| 60   | Oise                    | 41                      | 21                     |
| 61   | Orne                    | 40                      | 21                     |
| 62   | Pas-de-Calais           | 77                      | 39                     |
| 63   | Puy-de-Dôme             | 61                      | 31                     |
| 64   | Pyrénées-Atlantiques    | 52                      | 27                     |
| 65   | Hautes-Pyrénées         | 34                      | 17                     |
| 66   | Pyrénées-Orientales     | 31                      | 17                     |
| 67   | Bas-Rhin                | 44                      | 23                     |
| 68   | Haut-Rhin               | 31                      | 17                     |
| 69D  | Rhône                   | 54                      | 13                     |
| 70   | Haute-Saône             | 32                      | 17                     |
| 71   | Saône-et-Loire          | 57                      | 29                     |
| 72   | Sarthe                  | 40                      | 21                     |
| 73   | Savoie                  | 37                      | 19                     |
| 74   | Haute-Savoie            | 34                      | 17                     |
| 75   | Parijs                  | niet betroffen*         | niet betroffen*        |
| 76   | Seine-Maritime          | 69                      | 35                     |
| 77   | Seine-et-Marne          | 43                      | 23                     |
| 78   | Yvelines                | 39                      | 21                     |
| 79   | Deux-Sèvres             | 33                      | 17                     |
| 80   | Somme                   | 46                      | 23                     |
| 81   | Tarn                    | 46                      | 23                     |
| 82   | Tarn-et-Garonne         | 30                      | 15                     |
| 83   | Var                     | 43                      | 23                     |
| 84   | Vaucluse                | 24                      | 17                     |
| 85   | Vendée                  | 31                      | 17                     |
| 86   | Vienne                  | 38                      | 19                     |
| 87   | Haute-Vienne            | 42                      | 21                     |
| 88   | Vosges                  | 31                      | 17                     |
| 89   | Yonne                   | 42                      | 21                     |
| 90   | Territoire de Belfort   | 15                      | 9                      |
| 91   | Essonne                 | 42                      | 21                     |
| 92   | Hauts-de-Seine          | 45                      | 23                     |
| 93   | Seine-Saint-Denis       | 40                      | 21                     |
| 94   | Val-de-Marne            | 49                      | 25                     |
| 95   | Val-d'Oise              | 39                      | 21                     |
| 971  | Guadeloupe              | 40                      | 21                     |
| 972  | Martinique              | 45                      | niet betroffen*        |
| 973  | Guyane                  | 19                      | niet betroffen*        |
| 974  | Réunion                 | 49                      | 25                     |
| 976  | Mayotte                 | 19                      | 13                     |
|      | Frankrijk               | 4.035                   | 2.054                  |

Niet betroffen*: Guyana en Martinique verkiezen sinds 2015 een "assemblée" die de vroegere "conseil général" en de "conseil régional" vervangt. Deze assemblée wordt niet op basis van kantons verkozen maar op basis van de respectievelijk 8 en 4 kiesdistricten die bestaan voor de wetgevende verkiezingen. De kantons komen derhalve te vervallen. Parijs kent gemeentelijke arrondissementen in plaats van kantons en is derhalve niet betroffen door de herindeling.